# جیانلوکا کارپانی
جیانلوکا کارپانی (انگلیسی: Gianluca Carpani؛ زادهٔ ۲۹ اوت ۱۹۹۳) بازیکن فوتبال اهل ایتالیا است.
از باشگاه‌هایی که در آن بازی کرده‌است می‌توان به باشگاه فوتبال آسکولی اشاره کرد.